# Ivan Asen II.
Ivan Asen II. (bug. Иван Асен II) (? – lipanj 1241.) bio je car Bugarske 1218. – 1241., iz dinastije Asenovaca. Njegovi roditelji bili su car Ivan Asen I. i carica Elena, koja je postala redovnica Eugenija.

## Vladavina
Ivan II. bio je nasljednik svoga bratića, cara Borila, kojeg je svrgnuo 1218. U borbi protiv Latinskoga Carstva u Carigradu, Ivan se povezao s Nikejskim Carstvom. Pod vladavinom Ivana II., Drugo Bugarsko Carstvo postiglo je punu moć i opseg, nakon bitke kraj Klokotnice 1230. godine, u kojoj je Ivan pobijedio epirskog despota.

## Brakovi
- Ana – vjerojatno konkubina (no njezin status nije jasan)
- Ana Marija Arpadović – kći kralja Ugarske i Hrvatske
- Irena Komnena Doukaina

Ivana je naslijedio njegov sin, Kaliman Asen I.